# Royal Center
Royal Center é uma cidade  localizada no estado americano de Indiana, no Condado de Cass.

## Demografia
Segundo o censo americano de 2000, a sua população era de 832 habitantes.
Em 2006, foi estimada uma população de 811, um decréscimo de 21 (-2.5%).

## Geografia
De acordo com o United States Census Bureau tem uma área de
1,3 km², dos quais 1,3 km² cobertos por terra e 0,0 km² cobertos por água.

## Localidades na vizinhança
O diagrama seguinte representa as localidades num raio de 24 km ao redor de Royal Center.